# Salerno (tỉnh)
Tỉnh Salerno (Tiếng Ý: Provincia di Salerno) là một tỉnh ở vùng Campania của Ý. Đô thị lớn nhất trong tỉnh này: Salerno, tỉnh lỵ với dân số 146.324; Cava de' Tirreni với dân số 52.616; Battipaglia với dân số 50.958 và Nocera Inferiore với dân số 47.932. Tỉnh có diện tích 4.923 km², tổng dân số là 1.089.770 (2005). Có 158 đô thị (danh từ số ít tiếng Ý:comune) ở trong tỉnh này  Lưu trữ ngày 7 tháng 8 năm 2007 tại Wayback Machine, xem các đô thị tỉnh Salerno.
Một trong những đặc điểm địa hình tỉnh này là khu vực các hẻm núi Gole del Calore di Felitto giữa Felitto và Magliano Vetere do sông Calore lucano tạo ra.